# Alfonso Dulanto
Alfonso Dulanto (Lima, 22 de julho de 1969) é um ex-futebolista peruano que atuava como defensor.

## Carreira
Alfonso Dulanto integrou a Seleção Peruana de Futebol na Copa América de 1997.